# John Barnes (scriitor)
John Barnes (n. 28 februarie 1957, Angola, Indiana, SUA) este un scriitor american de literatură științifico-fantastică.

## Scrieri
Două dintre romanele sale, Cerul atât de mare și negru (The Sky So Big and Black) și Ducele din Uraniu (The Duke of Uranium) au fost evaluate ca având conținut adecvat pentru cititorii tineri și au fost comparate favorabil cu romanele „juvenile” ale lui Robert A. Heinlein. El a contribuit la site-ul Internet Evolution.

## Carieră tehnică
A lucrat în analiza sistemelor, statistica afacerilor, teoria fiabilității software, analiza sentimentelor, semiotica statistică și specificarea formală.

## Viată personală
Orașul natal al lui Barnes este Bowling Green, Ohio. Barnes a primit o diplomă de licență de la Universitatea Washington, o diplomă de master de la Universitatea din Montana și un doctorat în teatru de la Universitatea din Pittsburgh. A predat la Western State College. Locuiește în Colorado. Barnes a fost căsătorit de trei ori și a divorțat de două ori.

### SeriaCentury Next Door
- Orbital Resonance (1991)
- Kaleidoscope Century (1995)
- Candle (2000)
- The Sky So Big and Black (2002)

### SeriaThousand Cultures
Cele patru romane din seria Mie de culturi (Thousand Cultures) includ teme ca efectele globalizării, la scară interstelară, asupra societăților izolate.
- Un milion de uși deschise (A Million Open Doors, 1992)
- Pământul din sticlă (Earth Made of Glass, 1998)
- Negustorii de suflete (The Merchants of Souls, 2001)
- Armatele memoriei (The Armies of Memory, 2006)

### SeriaTime Raider
- Wartide (1992)
- Battle Cry (1992)
- Union Fires (1992)

### SeriaTimeline Wars
- Nava spațială a lui Patton (Patton's Spaceship, 1997)
- Washington's Dirigible (1997)
- Bicicleta lui Cezar (Caesar's Bicycle, 1997)
- Timeline Wars (1997) (volum omnibus)
- „ Upon Their Backs, to Bite 'Em ” (2000) (o poveste crossover inclusă în Drakas!)

### SeriaJak Jinnaka
- Ducele din Uraniu (Duke of Uranium, 2002)
- A Princess of the Aerie (2003)
- În Sala Regelui Marțian (In the Hall of the Martian King, 2003)

### SeriaDaybreak
- Directiva 51 (Directive 51, 2010)
- Daybreak Zero (2011)
- Ultimul președinte (The Last President, 2014)

The Last President a fost programat inițial să apară în 2012, dar a fost amânat din cauza neînțelegerilor dintre Barnes și editor cu privire la direcția pe care o lua seria. Ultima carte din serie a fost publicată de Ace în 2014. Barnes se gândește să rescrie primele două cărți pentru a le face mai conforme cu concepția sa originală despre această serie.

### Alte cărți
- Omul care a tras cerul (The Man Who Pulled Down the Sky, 1987)
- Păcatul originii (Sin of Origin, 1988)
- Uraganele (Mother of Storms, 1994)
- Întâlnire cu Tiber (Encounter With Tiber; scrisă cu Buzz Aldrin (1996)
- Unul pentru gloria dimineții (One For the Morning Glory, 1996)
- Apocalypses and Apostrophes (1998) (o colecție de povestiri publicate)[11]
- Finity (1999) [12]
- The Return, cu Buzz Aldrin (2001)
- Gaudeamus (2004) [13] (lucrare meta-referențială care îmbină ficțiunea și realitatea)
- Payback City (2007) (thriller, scris în 1997, e-book auto-publicat)
- Tales of the Madman Underground: An Historical Romance, 1973 (2009) (YA/non-SF, o carte care a primit premiul de onoare Michael L. Printz)
- Losers in Space (2012) (YA/SF)
- Raise the Gipper! (2012) (SF/fantezie/satiră politică)[14]

### Ficțiune scurtă
- „The Birds and the Bees and the Gasoline Trees” (2010) (povestire, în culegerea Engineering Infinity, editată de Jonathan Strahan⁠(d))[15][16][17][18]
- „Every Hole Is Outlined” (2006), tradusă în română sub titlul „Contur” (The Year's Best Science Fiction: vol. VI)[19][20]

## Premii
- Nominalizat la premiul Nebula pentru cel mai bun roman (1992) : Rezonanță orbitală
- Nominalizat la premiul Nebula pentru cel mai bun roman (1993) : Un milion de uși deschise
- Nominalizat la premiul Hugo pentru cel mai bun roman (1995) : Uraganele
- Nominalizat la premiul Nebula pentru cel mai bun roman (1996) : Uraganele
- premiul de onoare Michael L. Printz (2010): Tales of the Madman Underground: An Historical Romance 1973